# UTC+10:30
UTC+10:30 er en tidszone som er 10 timer og 30 minutter foran standardtiden UTC.
UTC+10:30 bruges som standardtid af:
- Lord Howe Island (hører til delstaten New South Wales i Australien). Lord Howe Island bruger UTC+11 som sommertid.

UTC+10:30 bruges som sommertid på den sydlige halvkugle af:
- Dele af Australien (delstaten South Australia, samt byen Broken Hill i delstaten New South Wales). Områderne bruger UTC+9:30 som standardtid.